# Вахтангиси (Гардабанский муниципалитет)
Вахтангиси (груз. ვახტანგისი, азерб. Vaxtanqisi,  азерб. Vayovka, до 1992 г. - Ульяновка) — село в Гардабанском муниципалитете края Квемо-Картли в Грузии. Население села в основном азербайджанское.

## География
Расположено на юго-востоке страны, на границе с Азербайджаном. По левой части села протекает река Кура.
Расстояние до Тбилиси – 60 км, до Гардабани — 20 км.
В 2005 году в селе был открыт мужской монастырь имени Святого Николая.

## История
Происхождение села связано со строительством железной дорогой Баку-Тифлис. Строители в основном были из центральной России. Рабочий поселок был назван в честь одного из строителей дороги Войкова (Воейкова). В начале 1920-х годов рядом с поселком немцами было основано село Грюнталь (позже слилось с селом Ульяновка).

## Инфраструктура
Население основном занимается земледелием и торговлей. В Вахтангиси находится две школы (грузинская и азербайджанская) и детский сад. Также в Вахтангиси расположена мечеть и мужской монастырь.